# Sara Thuresson
Sara Thuresson, född 28 november 1981 i Anderstorps församling, är en svensk sångare och kompositör. Hon har givit ut både engelskspråkiga och svenskspråkiga album och spelar lågmäld, pianobaserad pop.

## Biografi
Sara Thuresson sjöng och spelade piano till egna låtar redan som liten i småländska Anderstorp. Första sången – "Vad gör man åt krig och saker" – kom till vid åtta års ålder. Hennes låttexter kretsar än idag mycket runt hur tillvaron runt omkring henne ser ut. Hon studerade arrangering och komposition på Musikhögskolan i Piteå och har tidigare skrivit musik till andra artister. Under åren i Piteå träffade hon också de musiker som hon samarbetat med sedan 2007.
2007 producerade Thuresson och gav själv ut sitt första album, Walk Me, med alla texter på engelska. Under året var hon också med och invigde Piteås nya konserthus, Studio Acusticum.
2009 deltog hon i arrangerandet av en välgörenhetskonsert på Babel i Malmö, till förmån för kvinnojouren i Malmö.
Under 2010 spelade hon på ett tiotal festivaler, däribland Trästockfestivalen (Skellefteå) och på Skansen vid Stockholm Pride.
April 2011 släpptes Jag säger nu, hennes första album på svenska och det första på riktigt skivbolag. Albumet (som kom på CD, senare även på LP) hade spelats in "live" ("för att få den rätta känslan") i Silence Studio i värmländska Koppom under fem dagar i augusti året dessförinnan. Valet att den här gången skriva texterna på svenska motiverades av Thuressons vilja att komma närmre lyssnarna ("Texterna blir mer rakt från hjärtat när jag skriver på svenska. Jag vill att alla ska kunna känna igen sig. Albumet ledde bland annat till framträdande i TV4:s Nyhetsmorgon. Därefter följde spelningar runt Sverige, bland annat på Inlandsbanefestivalen där hon och ett antal andra artister åkte rälsbuss och spelade längs Inlandsbanan under juni månad.
December 2011 släppte hon en duetten "Vakna" tillsammans med Mikael Wiehe som digital singel (tillgänglig via iTunes Music Store).
I början av 2013 kom Jag tror det är möjligt, ett album innehållande bland annat "Vakna". Hon gav ut detta album på sitt eget skivbolag och mottog produktionsstöd (40 000 kronor) från Statens kulturråd. Sara Thuressons fans fick vara med och bidra till boken som följde med skivan. Genom att betala in ett belopp till Sveriges Kvinno- och Tjejjourer fick personen möjlighet att ha med text/bild.
I januari 2014 släpptes sången "Att älskas och älska". Den presenterades bland annat i TV-programmet Bonde söker fru i TV 4.

## Stil och mottagande
Sara Thuresson är en klassiskt skolad pianist. Hon arbetar i singer-songwriter-tradition, ofta till endast eget pianokomp, och kan föra tankarna till en Kate Bush eller Elton John. Malmöbladet betitlar henne "Sveriges Tori Amos", och Thuresson bekräftar att amerikanskans pianospel och uttryck varit en stor inspirationskälla.

## Diskografi

### Album
Walk with Me (2007)
1. "Plastic Pearls" (3:01)
2. "I Am A Bird" (4:30)
3. "You Ask Me" (2:29)
4. "Five Pint Song" (4:29)
5. "Butterfly" (4:14)
6. "Come Come Come" (3:43)
7. "He Bought Her Flowers" (2:25)
8. "Let Me Write You A Song" (3:03)

- Text och musik - Sara Thuresson och Daniel Tukia
- Sång och piano - Sara Thuresson
- Gitarr och bas - Daniel Tukia
- Viola - Maria Pallin
- Kör - Lina Gustafsson
- Produktion/studiotekniker - Sara Thuresson och Håkan Ekman
- Utgivning - 2007, på eget bolag

Jag säger nu (2011)
1. "Livets träd" (4:52)
2. "Finns du" (4:41)
3. "Ditt andra jag" (5:12)
4. "Lysistraläran" (4:05)
5. "Snö" (5:06)
6. "Mörkret ror ikapp dig" (3:41)
7. "Ditt sköra hjärta" (2:56)
8. "Vals över kullersten" (2:56)
9. "Jag är en svala" (4:22)

- Text och musik - Sara Thuresson ("Ditt sköra hjärta": text Sara Thuresson, musik Billy Steinberg och Tom Kelly)
- Sång, flygel och tramporgel - Sara Thuresson
- Bas - Johan Örtlund
- Trummor - Andreas Erehed
- Gitarrer och kör - Jimmy Roman
- Sång på "Finns du" - Emil Jensen
- Produktion - Sara Thuresson
- Studiotekniker - Henrik Gustafsson
- Utgivning - Zebra Art Records (Göteborg), 6 april 2011 (CD, även LP)

Jag tror det är möjligt (2013)
1. Jag tror det är möjligt
2. I blodet
3. Till lags (feat. Dan Viktor)
4. I din vrå
5. Du
6. Vakna (feat. Mikael Wiehe)
7. Gå
8. Passagen
9. Augustis sista dag

- Text och musik – Sara Thuresson
- Piano och sång, produktion – Sara Thuresson
- Slagverk – Martin Norberg
- Oboe – Emma Swensson
- Fioler med mera – Olof Göthlin
- Bas med mera – produktion Henrik Alsér Svenska Grammofonstudion
- Utgivning januari 2013 på Sara Thuresson Musik/Lysistrate Records

Hinseberg (2017)
1. Fri
2. Liel
3. What man (feat. Love Truvandi)
4. I betongen (feat Gjylie Morina)
5. Hösten knackar på (feat Stine Ninnesdotter)
6. Shimmer (feat Love Truvandi)
7. Inte planerat (feat Jeanette Javell)
8. Vaggvisa för en burfågel (feat Stine Ninnesdotter)
9. Livets skörhet (feat. Amanda Nordqvist)
  - Text och musik – Sara Thuresson
  - Piano och sång, produktion – Sara Thuresson
  - Slagverk – Annelie Johansson
  - Bas – Hannah Billing
  - Produktion ch teknik Linn Fijal i Riksmixningsverket Studio
  - Utgivning 2017 på Sara Thuresson Musik/Lysistrate Records

Och det stora livet (2024)
1. Och blir en del av mig inuti
2. Fåglaröst
3. Jorden är en karusell
4. Välkommen till oss
5. Efter begravningen
6. Om det är så
7. Molnen far, solen går
8. Du lyser upp mitt mörker
9. Och du gräver där du står

- Text och musik – Sara Thuresson
- Piano och sång, produktion – Sara Thuresson
- Slagverk Fredrik Berg
- Slagverk, saxofon och klarinett Martin Norberg
- Bas Anne Marte Eggen
- Pedal steel, fiol och sång Martin Axelsson
- Cello Anna Thorstensson
- Produktion, teknik och akustisk gitarr Anna Edström Rudolf
- Utgivning 2024 på Sara Thuresson Musik

### Singlar
"Vakna"
10 december 2011, duett med Mikael Wiehe.
- Text och musik - Sara Thuresson
- Produktion - Sara Thuresson/Henrik Alsér, Svenska Grammofonstudion i Göteborg och Malmö.[15]

"Till lags"
- 13 maj 2013 (feat. Dan Viktor) Videopremiär på gaffa.se.[16]
- Text och musik - Sara Thuresson

Videon spelades in i Gussjö, Västmanland en vinterdag i februari. Postproduktion av Malin Johansson, Göteborg.
"Att älskas och älska"
- 18 december 2013 (Itunes)
- Text och musik - Sara Thuresson
- Produktion - Sara Thuresson/Henrik Alsér, Svenska Grammofonstudion i Göteborg.

"Väkommen till oss"
24 december 2023
"Efter Begravningen"
5 januari 2024
"Och blir en del av mig inuti"
12 januari 2024